# 东圣巴巴拉
东圣巴巴拉是巴西米纳斯吉拉斯州的一个市镇。总面积110.789平方公里，总人口7451人，人口密度67.3人/平方公里。